# Vale do Silício Chinês

O Vale do Silício Chinês é o termo aplicado a algumas áreas urbanas na China onde existem um grande número de características idênticas às da região californiana conhecida como Vale do Silício, famosa pela grande concentração de empresas de alta tecnologia e universidades que fomentam a pesquisa  e o empreendedorismo de ideias inovadoras. Estas áreas são comumente enxergadas como reproduções da iniciativa original norte-americana. Entre as características apresentadas por estes centros de inovação inspirados no Vale do Silício americano, destacam-se:
- Grande concentração de capital humano altamente especializado e bem formado para desempenhar papeis que vão desde a concepção e o design de soluções até sua implementação e condução na forma de negócios empreendedores;
- Existência de empresas de alta tecnologia com destaque para as startups;
- Atratividade para investimentos de diversas naturezas, incluindo os capitais de risco;
- Presença de centros de ensino (Universidades e Institutos tecnológicos) que formam profissionais e procuram entrelaçar a pesquisa com a indústria.

As duas regiões na China que vem ganhando cada vez mais visibilidade por desenvolver crescentemente os aspectos relacionados à geração de ideias inovadoras e empreendimentos relacionados a estas inovações no campo tecnológico são a cidade de Wuhan e a região de Zhongguancun. Esta última, inclusive, se encontra dentro da área metropolitana de Pequim.

## O caso de Wuhan
A cidade de Wuhan é capital da província chinesa de Hubei. Trata-se de um importante centro para a economia, comércio, finanças, transporte, tecnologia da informação e educação na China. Suas principais indústrias, distribuídas nas chamadas zonas industriais, incluem áreas avançadas tais como óptica eletrônica, fabricação de automóveis, novo setor farmacêutico, biotecnologia, indústria de novos materiais e proteção ambiental. Existem também indústrias relacionadas à produção de elementos primários tais como ferro e aço. Entre as zonas industriais, merece especial destaque o chamado Wuhan Optical Valley Software Park – uma região onde se encontram instaladas diversas empresas especializadas em terceirização de serviços, animação, serviços financeiros, software de comunicação de rede, software de informação, software embarcado, serviços geográficos e educação de TI.
No que diz respeito à educação e formação de talentos, fator fundamental para estas réplicas do Vale do Silício, Wuhan é um dos três centros científicos e de educação da China, juntamente com Pequim e Xangai. Ela já chegou a ter o maior número de estudantes universitários matriculados no mundo em 2011. A cidade tem 85 instituições de ensino superior, entre as quais se destacam a Universidade de Wuhan e a Universidade de Ciência e Tecnologia Huazhong. Wuhan também ocupa a terceira posição na China em força científica e educação. Entre suas zonas nacionais de desenvolvimento, parques científicos e de desenvolvimento tecnológico, há incubadoras de empresas, numerosos institutos de pesquisa, empresas de alta tecnologia e milhares de especialistas e técnicos.
Wuhan tem atraído investimentos estrangeiros de mais de 80 países, com 5.973 empresas de capital estrangeiro estabelecidas na cidade, com uma injeção de capital total de US $ 22,45 bilhões dólares. A instalação do parque industrial da Lenovo na região é um dos grandes exemplos de força deste Vale do Silício chinês.

## A região de Zhongguancun
A região de Zhongguancun é um verdadeiro polo tecnológico situado no noroeste de Pequim. Também é uma área conhecida como Vale do Silício Chinês, em clara alusão à região californiana inspiradora desta réplica do Vale do Silício original. A força da tecnologia é tão grande nesta área que a mesma chega ser oficialmente conhecida como Zona de Tecnologia e Ciência de Zhongguancun. O espaço ocupado pelas empresas, universidades e centros de pesquisa é dividido em sete parques por onde a população se distribui e o crescimento econômico é acelerado através de investimentos e incentivos privados e governamentais.
Em termos de formação de profissionais, a região conta com a Universidade de Pequim, a Universidade Tsinghua e a Academia Chinesa de Ciências. Todas estas instituições de ensino provêm uma notável formação de seus estudantes em diversas áreas do conhecimento, algo fundamental como força motriz de desenvolvimento de uma região.
Entre as empresas de grande porta instaladas na região de Zhongguancun e que demonstram a força econômica, inovadora e potencial da área, destacam-se:
- Google
- Intel
- AMD
- Oracle
- Motorola
- Sony
- Microsoft

A presença de gigantes multinacionais, grande soma de capitais e uma área acadêmica forte aponta para um futuro próspero em termos de empreendimentos inovadores para Zhongguancun.